# SWEREF 99 TM

Karta över Sverige med SWEREF 99 TM koordinater

SWEREF 99 TM (SWEdish REference Frame 1999, Transverse Mercator) är ett projicerat koordinatsystem för att ange geografiska positioner i Sverige.  Koordinatsystemet är baserat på det geodetiska datumet (eller referenssystemet) SWEREF 99 och använder samma kartprojektion som UTM zon 33, men utvidgad till hela Sveriges bredd.  
Under 2007 började Lantmäteriet ersätta RT 90 med SWEREF 99 TM i sin verksamhet.  Koordinatsystemet på de allmänna kartorna är alltså numera SWEREF 99 TM, och även bladindelningen är förändrad. Om man fortfarande vill använda RT 90 är det antytt med kryss i kartan och gradering i marginalen, så att man med en lång linjal kan rita det koordinatnätet på kartan.  
För detaljerade kartor i stor skala rekommenderas tolv regionala kartprojektioner, som också skall användas med SWEREF 99, men som har mindre projektionsfel i sin egen region.
I Finland används ETRS-TM35FIN på motsvarande sätt, med ETRS-TM35 (zon 35) utvidgad till hela landet.